# Helen Iversen
Helen Iversen, eigentlich Helene Iversen (* 12. Juli 1857 in Voßberg bei Cismar, heute Ortsteil von Grömitz; † 7. Juli 1941 in Berlin) war eine deutsche Stillleben-, Blumen- und Interieurmalerin.

## Leben
Helen Iversen war eine Tochter des Distriktchirurgen und Sanitätsrates Hans Carl Friedrich Iversen (1813–1892) und dessen Frau Margarethe Ernestine Luise, geb. von Leesen. Ihre Schwester Karoline (1853–1930) war die Mutter des Rechtswissenschaftlers Karl Haff.
Helen Iversen studierte an der Unterrichtsanstalt des Kunstgewerbemuseums Berlin im Schüleratelier von Karl Gussow. Nach anschließendem Unterricht bei dem Tier-, Stillleben-, Landschafts- und Porträtmaler Eugene Joors in Antwerpen führte sie ein Studienaufenthalt nach Paris.
In Berlin (Derfflinger Straße) lebend, nahm sie seit 1886 an zahlreichen großen Ausstellungen in Berlin und München teil. Im Jahr 1898 erwarb der Staat ihr Gemälde Geranien am Fenster.
Sie öffnete auch manchmal ihr Atelier gegen ein Eintrittsgeld, welches den Burenkindern zugutekommen sollte.
Zuletzt lebte sie in Berlin-Charlottenburg im Wilhelm-Stift in der Spandauerstraße 19 (heute Spandauer Damm 62). Sie starb 1941 an einem Schlaganfall.
Helen Iversen war Mitglied des Vereins der Berliner Künstlerinnen von 1886 bis 1927.

## Ausstellungen (Auswahl)
– Solo und Gemeinschaft –
- 1886: Ausstellung des Vereins der Berliner Künstlerinnen
- 1888: Kunstausstellung Kunstakademie Dresden[4]
- 1890: Akademieausstellung Berlin und Ausstellung des Vereins der Berliner Künstlerinnen
- 1892: Akademieausstellung Berlin und Ausstellung des Vereins der Berliner Künstlerinnen
- 1893–1895: Berlin
- 1896: Ausstellung des Vereins der Berliner Künstlerinnen
- 1898: Berlin und Glaspalast München sowie die Ausstellung des Vereins der Berliner Künstlerinnen
- 1899: Glaspalast München
- 1900: Berlin
- 1901: Berlin und Glaspalast München sowie die Ausstellung des Vereins der Berliner Künstlerinnen
- 1902: Berlin und Glaspalast München
- 1903: Berlin
- 1904: Glaspalast München; Louisiana Purchase Exposition, St. Louis[5]
- 1905: Berlin
- 1906: Ausstellung des Vereins der Berliner Künstlerinnen
- 1907–1908: Berlin
- 1911: Berlin
- 1913: Große Berliner Kunstausstellung
- 1914: Große Berliner Kunstausstellung und Glaspalast München
- 1915: Große Berliner Kunstausstellung
- 1916: Glaspalast München
- 1918–1919: Glaspalast München
- 1922–1923: Glaspalast München
- 1926: Ausstellung des Vereins der Berliner Künstlerinnen

## Werke (Auswahl)
- Am Chiemsee
- Bauerngarten
- Blumenstück mit Astern und Birnen
- Exterior floral still life with butterfly
- Früchte
- um 1894: Geranien am Fenster
- 1895: Obststilleben
- Prunkstilleben mit üppigem Strauß weißer und rosafarbener Rosen in einer weißen Henkelvase
- Stillleben mit Aprikosen
- Stillleben mit Korb und Zitronen
- Stillleben mit weißen Rosen
- 1925: Vase with Yellow Roses
- Yellow Flowers in a Mountain Landscape